# کریستر لیندر
کریستر لیندر (سوئدی: Krister Linder؛ زادهٔ ۹ فوریهٔ ۱۹۷۰) موسیقی‌دان، خواننده و تهیه‌کننده موسیقی اهل سوئد است.
از فیلم‌هایی که وی در آن‌ها نقش داشته‌است، می‌توان به متروپیا اشاره نمود.